# Bladtjärnen (Säters socken, Dalarna)
Bladtjärnen är en sjö i Säters kommun i Dalarna och ingår i Dalälvens huvudavrinningsområde.